# Yamal Airlines

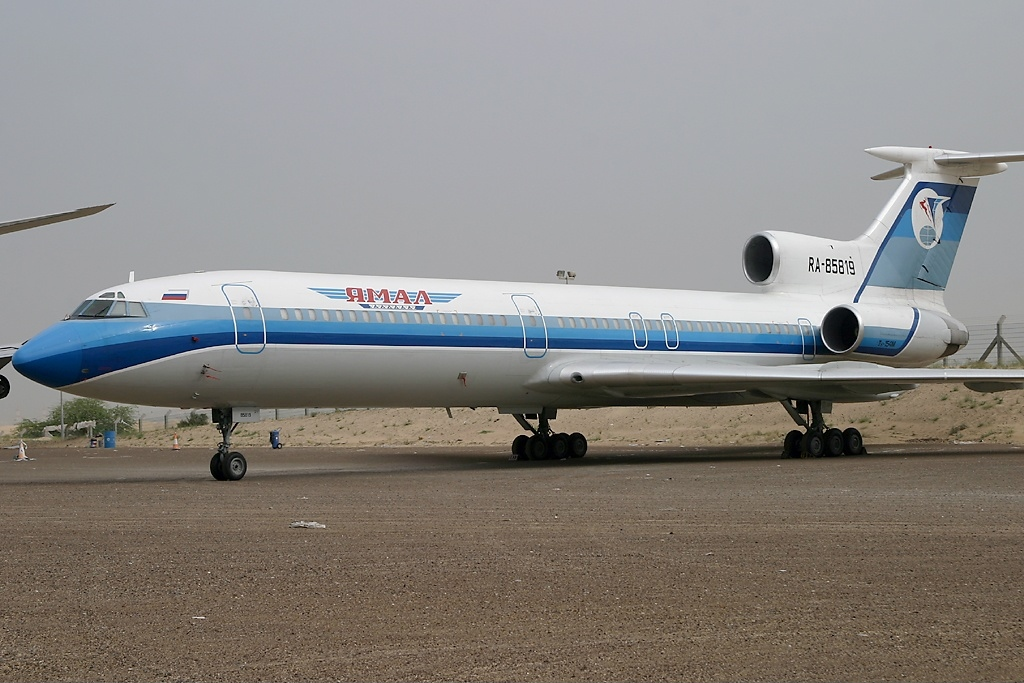
Tu-154M w starym malowaniu linii Yamal Airlines

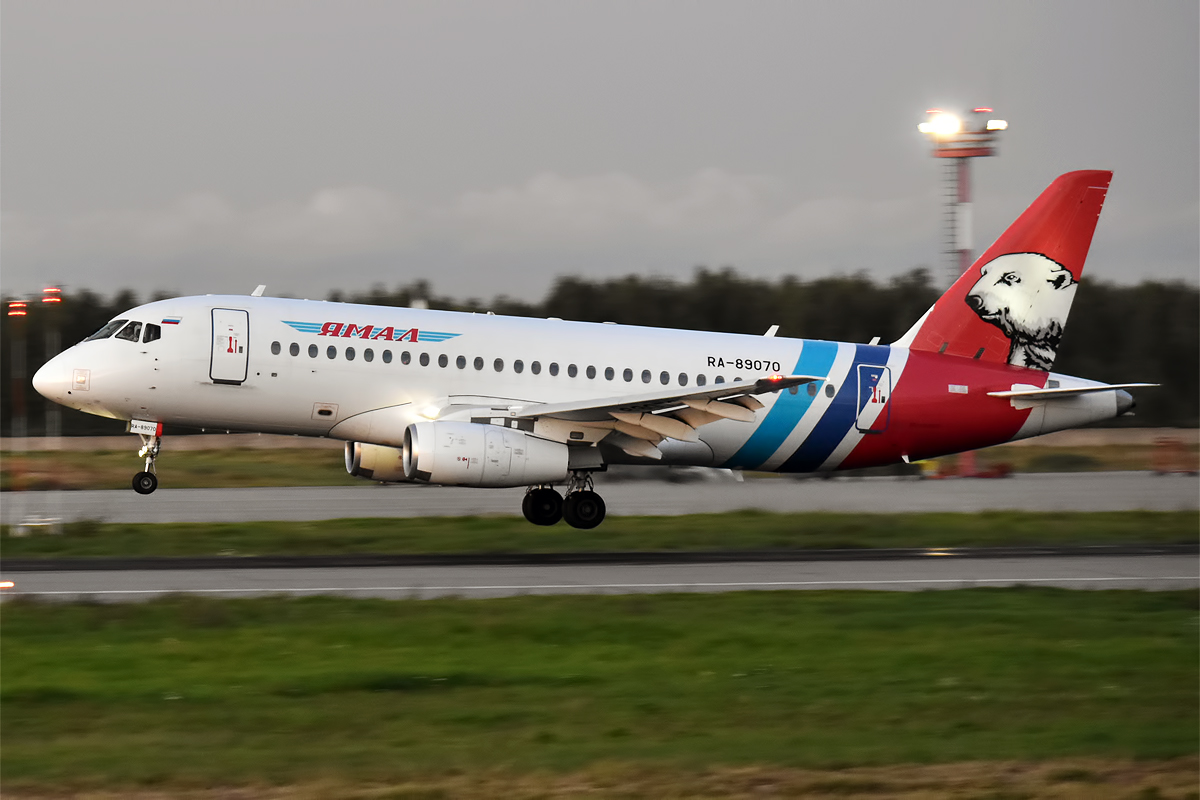
Suchoj Superjet 100 linii Yamal Airlines

Yamal Airlines – rosyjska linia lotnicza z siedzibą w Salechardzie, obsługuje połączenia krajowe oraz zagraniczne.

## Kierunki lotów
- Armenia
  - Erywań – Port lotniczy Erywań
- Czechy
  - Praga – Port lotniczy Praga-Ruzyně
- Niemcy
  - Hanower – Port lotniczy Hanower
- Rosja
  - Anapa – Port lotniczy Anapa
  - Chanty-Mansyjsk – Port lotniczy Chanty-Mansyjsk
  - Czelabińsk – Port lotniczy Czelabińsk
  - Irkuck – Port lotniczy Irkuck
  - Krasnodar – Port lotniczy Krasnodar
  - Moskwa
    - Port lotniczy Domodiedowo
    - Port lotniczy Szeremietiewo

  - Nadym – Port lotniczy Nadym węzeł
  - Niżny Nowogród – Port lotniczy Niżny Nowogród
  - Nojabrsk – Port lotniczy Nojabrsk
  - Nowy Urengoj – Port lotniczy Nowy Urengoj
  - Omsk – Port lotniczy Omsk
  - Petersburg – Port lotniczy Petersburg-Pułkowo
  - Salechard – Port lotniczy Salechard węzeł
  - Soczi – Port lotniczy Soczi-Adler
  - Symferopol – Port lotniczy Symferopol
  - Tiumeń – Port lotniczy Tiumeń węzeł
  - Ufa – Port lotniczy Ufa
  - Jekaterynburg – Port lotniczy Jekaterynburg

## Flota
Stan floty z dnia 14 grudnia 2020: